# Bob Kroon
Hendrik Laurens (Bob) Kroon ('s-Gravenhage, 14 oktober 1924 - Genolier, 24 juni 2007) was een Nederlands journalist.
In 1946 begon Kroon met zijn journalistieke carrière in Indonesië voor het Amerikaanse persbureau Associated Press met artikelen over de Verenigde Naties. In de jaren 50 en 60 deed hij voor Time Magazine verslag vanuit Genève. Later deed hij voor Radio Nederland Wereldomroep en de Geassocieerde Pers Diensten verslag vanuit diezelfde stad.
Kroon was politiek commentator voor TROS Aktua en De Telegraaf.
Op 24 juni 2007 maakte de Wereldomroep bekend dat hij was overleden. Hij was al geruime tijd ziek.